# Милан Жунић
Милан Жунић (Доброселица, 1940)  српски је сликар, графичар и педагог

## Биографија
Милан Жунић је 1965. дипломирао на Факултету ликовних уметности у Београду. На истом факултету је 1967. завршио и постдипломске студије у класи професора Бошка Карановића. Радио је као професор у Првој и Другој београдској гимназији. На Факултету ликовних уметности у Београду био је асистент од 1983-1993 на предмету Педагогика и Методика ликовног васпитања.
Живи и ради у Атини.

## Самосталне изложбе
- Београд,[3]
- Карловац,
- Сплит,
- Шибеник,
- Бол на Брачу,
- Битољ,
- Чачак,
- Бар,
- Атина.

## Групне изложбе
- Изложбе УЛУС-а, Београд,
- Октобарски салон, Београд,
- Београдски круг, Београд,
- Изложба југословенске графике, Загреб,
- Тријенале, Битољ,
- Златно перо, Београд
- Југословенска изложба графике, Тунис, Мароко, Берлин,
- Intergrafik, Париз
- L'estampe aujourd'hui, Париз